# Anna Sobero
Anna Sobero (San Juan de los Lagos, 13 de diciembre de 1972) es una actriz mexicana de cine y televisión.
En 1999 participó en la película Ah! Silenciosa como Andrea Domínguez. La actriz es reconocida por su papel de "Marcela Villa vda. de Luján" en Una maid en Manhattan.
En mayo de 2008 posó desnuda para la revista Playboy.

## Filmografía

### Películas
- Secretos de familia (2009) es Ema
- Ah! Silenciosa (1999) es Andrea Domínguez
- El callejón de los milagros (1995)

### Telenovelas y series
- Vuelve a mí (2023) - Aída Jiménez
- Al otro lado del muro (2018) - Dra. Faría
- Mi familia perfecta (2018) - Florinda
- Sangre de mi tierra (2017-2018) - Dolores Pérez
- Milagros de Navidad (2017) - María Vargas
- La fan (2017) - Alicia Parraca
- Cosita linda (2014) - Prudencia Vargas
- Una maid en Manhattan (2011-2012) - Marcela Villa vda. de Luján
- Sacrificio de mujer (2011) - Eulalia Anzola
- Pecadora (2009-2010) - Guadalupe 'Lupe'
- ¿Y ahora que hago? (2007) - Natalia Bracamontes
- Mujer, casos de la vida real (1997-2003) Varios episodios
- Cuento de Navidad (1999)
- DKDA: Sueños de juventud (1999) es Capacitadora
- El niño que vino del mar (1999)
- Rencor apasionado (1998) - Tiara
- Alguna vez tendremos alas (1997)